# Reino de Iberia

La Iberia caucásica durante el Imperio romano

Iberia (en griego antiguo: Ἰβηρία, en latín: Hiberia) era el exónimo usado por los antiguos griegos y romanos para designar al antiguo reino georgiano de Kartli (en georgiano: ქართლი) (siglo iv a. C. a siglo v d. C.), que ocupaba el oeste y el suroeste de la actual Georgia.
Kartli durante la Antigüedad Clásica y la Alta Edad Media fue una importante monarquía en el Cáucaso, ya fuera como estado independiente o como dependiente de imperios mayores, en particular el Sasánida y el Romano.  Iberia, centrada en la actual Georgia oriental, limitaba al oeste con Cólquida, al este con Albania caucásica y al sur con el reino de Armenia.
Se usan los términos Iberia caucásica, Iberia del Este o Iberia asiática para distinguir esta región caucásica de la península ibérica. Los íberos del Cáucaso formaron una base para el futuro Estado georgiano y, al mismo tiempo que los colchis de Cólquida (otro antiguo reino situado en la costa oriental del mar Negro), el núcleo de la población georgiana actual.

## Historia

### Primeros tiempos
El área estaba habitada por varias tribus emparentadas entre sí, que los autores antiguos llamaban por lo general «íberos». El reino local de Kartli recibe su nombre de un jefe mítico, Kartlos. 
Los moscos (Tubal y Mesec), mencionados por varios historiadores clásicos, y los sasper, sus posibles descendientes nombrados por Heródoto, podrían haber tenido un papel relevante en la consolidación de las tribus de la región. Probablemente el origen etimológico de Iberia derive de su nombre (Sasper >Speri >Hberi >Iberi).[cita requerida] Los moscos se habrían trasladado al noreste en una migración. La principal tribu eran los mtsjeta, que darían nombre a la capital. Los autores medievales georgianos llamaban a su primer asentamiento «Arrian-Kartli», bajo el gobierno persa de la dinastía aqueménida. Tras ello fueron gobernados por un príncipe local conocido como Mamasajlisi.
La crónica medieval Moktsevai Kartlisai («Conversión de Kartli») habla además de Azo y su gente, que se asentaron en la futura capital de Mtsjeta. Según otra crónica, la Historia de Kartli (Kartlis Tsjovreba), Azo sería un oficial de Alejandro Magno que asesinó a un gobernante local y conquistó el territorio, si bien luego Parnavaz I de Iberia lo expulsaría.

### Parnavaz I y sus descendientes
Parnavaz, victorioso en una lucha por el poder, se convirtió en el primer rey de Iberia (c. 302-c. 237 a. C.). Según las crónicas georgianas posteriores, tras rechazar una invasión, sometió las zonas vecinas, incluida una parte significativa del estado georgiano occidental de Cólquida (conocido localmente como Egrisi), y parece que consiguió el reconocimiento del recién fundado estado por parte de los seléucidas de Siria. También se dice que Farnavaz construyó una gran ciudadela, la Armazi, y un templo al dios Armazi (en), y que creó un nuevo sistema de administración, subdividiendo el país en varios condados llamados saeristavos.
Sus sucesores controlaron los pasos de montaña de las Caucasus, siendo el Daryal (también conocido como las Puertas Ibéricas) el más importante de ellos.
El periodo que siguió a esta época de prosperidad fue de incesantes guerras, ya que Iberia se vio obligada a defenderse de numerosas invasiones de sus territorios. Algunas partes del sur de Iberia, conquistadas al Reino de Armenia, en el siglo II a. C. se unieron a Armenia y las tierras de la Cólquida se separaron para formar principados independientes (sceptuchoi). A finales del siglo II a. C., el rey Parnavasio Pharnajom fue destronado por sus propios súbditos, tras convertirse al zoroastrismo, y la corona fue entregada al príncipe armenio Artaxias, que ascendió al trono ibérico en el año 93 a. C., estableciendo la dinastía Artaxiad de Iberia. 

### Período romano y rivalidad romano-parta
Esta estrecha asociación con los reinos de Armenia y el Ponto trajo sobre el país la invasión (65 a. C.) del general Romano Pompeyo, que estaba entonces en guerra con Mitrídates VI del Ponto, y Armenia; pero Roma no estableció su poder de forma permanente sobre Iberia. Veintinueve años más tarde, los romanos marcharon de nuevo (36 a. C.) sobre Iberia obligando al rey Farnavaz II a unirse a su campaña contra Albania.
Mientras que otro reino georgiano, el de Cólquida, era administrado como provincia romana, Iberia aceptó libremente la protección imperial romana. Una inscripción en piedra descubierta en Mtskheta habla del gobernante del siglo I Mihdrat I (58-106 d. C.) como "el amigo de los Césares" y el rey "de los iberos amantes de Roma". El emperador Vespasiano fortificó el antiguo emplazamiento de Mtskheta de Arzami para los reyes íberos en el año 75 d. C.
En los dos siglos siguientes continuó la influencia romana sobre la zona, pero en el reinado del rey Farsmán II (116-132) Iberia había recuperado parte de su antiguo poder. Las relaciones entre el emperador romano Adriano y Farsmán II eran tensas, aunque se dice que Adriano intentó apaciguar a Farsmán. Sin embargo, no fue hasta el reinado de Antonino Pío, sucesor de Adriano, cuando las relaciones mejoraron hasta el punto de que se dice que Farsmán incluso visitó la Roma, donde Dión Casio informa de que se erigió una estatua en su honor y se le concedieron derechos de sacrificio. Este periodo supuso un importante cambio en el estatus político de Iberia, ya que Roma los reconoció como aliados, en lugar de su anterior estatus de estado súbdito, situación política que se mantuvo incluso durante las hostilidades del Imperio con los Partos.
Desde los primeros siglos de la era cristiana, el culto de Mitras y el Zoroastrismo se practicaban comúnmente en Iberia. La excavación de ricos enterramientos en Bori, Armazi y Zguderi ha producido copas de plata con la impresión de un caballo de pie junto a un altar de fuego o con su pata delantera derecha levantada por encima del altar. El culto a Mitra, que se distinguía por su carácter sincrético y, por tanto, complementario a los cultos locales dentro de la mitología georgiana, especialmente el culto al Sol, llegó gradualmente a fusionarse con las antiguas creencias georgianas. Incluso se cree que Mitra debió de ser el precursor de San Jorge en la Georgia pagana. Paso a paso, las creencias y formas de vida de los iranios penetraron profundamente en las prácticas de la corte y la élite ibéricas: la escritura y la "lengua" arameas, basadas en el arameo (véase Tsereteli), fueron adoptadas oficialmente (también se conocen varias inscripciones en arameo de los periodos clásico/helenístico procedentes de Colchis); la corte se organizó siguiendo modelos iraníes, la vestimenta de la élite estaba influida por el traje iraní, la élite ibérica adoptó nombres personales iraníes, y el culto oficial a Armazi (q.v.) fue introducido por el rey Parnavaz en el siglo III a. C. (relacionado por la crónica medieval georgiana con el zoroastrismo).

### Entre Roma/Bizancio y Persia
Decisiva para la futura historia de Iberia fue la fundación del Imperio sasánida (o sasánida) en 224 por Ardashir I. Al sustituir el débil reino parto por un estado fuerte y centralizado, cambió la orientación política de Iberia, alejándola de Roma. Iberia se convirtió en tributaria del Estado sasánida durante el reinado de Shapur I (241-272). Las relaciones entre ambos países parecen haber sido amistosas al principio, ya que Iberia cooperó en las campañas persas contra Roma, y el rey ibero Amazasp III (260-265) figuraba como un alto dignatario del reino sasánida, no como un vasallo que había sido sometido por la fuerza de las armas. Pero las tendencias agresivas de los sasánidas quedaron patentes en su propagación del zoroastrismo, que probablemente se estableció en Iberia entre los años 260 y 290.
Sin embargo, en la Paz de Nisibis (298) mientras el imperio romano obtenía de nuevo el control de la Iberia caucásica como estado vasallo y reconocía el reinado sobre toda la zona caucásica, reconocía a Mirian III, el primero de la dinastía cosroide, como rey de Iberia.

### Adopción de la ortodoxia y periodo persa sasánida
El predominio romano resultó crucial en materia religiosa, ya que el rey Mirian III y los principales nobles se convirtieron al ortodoxia oriental hacia el año 317 y declararon la ortodoxia como religión del estado. El acontecimiento se relaciona con la misión de una mujer de Capadocia, Santa Nino, que desde el año 303 había predicado la ortodoxia en el reino georgiano de Iberia (Georgia oriental).
La religión se convertiría en un fuerte vínculo entre Georgia y Roma (más tarde Bizancio) y tendría un impacto a gran escala en la cultura y la sociedad del estado. Los elementos iranios en el arte georgiano cesaron gradualmente con la adopción de la ortodoxia oriental en el siglo IV.
Sin embargo, después de que emperador Juliano fuera asesinado durante su fallida campaña en Persia en 363, Roma cedió el control de Iberia a Persia, y el rey Varaz-Bakur I (Asfagur) (363-365) se convirtió en vasallo persa, resultado confirmado por la Paz de Acilisene en 387. Sin embargo, un gobernante posterior de Kartli, Pharsman IV (406-409), preservó la autonomía de su país y dejó de pagar tributo a Persia.  Persia prevaleció, y los reyes sasánidas comenzaron a nombrar un virrey (pitiaxae/bidaxae) para vigilar a su vasallo. Finalmente hicieron hereditario el cargo en la casa gobernante de Baja Kartli, inaugurando así el pitiaxato de Kartli, que puso bajo su control un extenso territorio. Aunque siguió formando parte del reino de Kartli, sus virreyes convirtieron sus dominios en un centro de influencia persa.  Los gobernantes sasánidas pusieron a dura prueba el cristianismo de los georgianos. Promovieron las enseñanzas de Zoroastro, y a mediados del siglo V el zoroastrismo se había convertido en una segunda religión oficial en Georgia oriental junto a la ortodoxia oriental.
El reinado temprano del rey íbero Vakhtang I apodado Gorgasali (447-502) estuvo marcado por el relativo resurgimiento del reino. Formalmente vasallo de los persas, aseguró las fronteras septentrionales subyugando a los montañeses del Cáucaso y puso bajo su control las tierras georgianas adyacentes del oeste y el sur. Estableció un patriarcado autocefálico en Mtskheta, e hizo de Tiflis su capital. En 482 dirigió un levantamiento general contra Persia e inició una guerra desesperada por la independencia que duró veinte años. No pudo obtener el apoyo bizantino y finalmente fue derrotado, muriendo en batalla en 502.

### La caída del reino
La continua rivalidad entre Bizancio y Persia por la supremacía en el Cáucaso, y la fallida insurrección de los georgianos en el año 523, liderados por Gurgen, trajeron trágicas consecuencias para el país. Desde entonces el Rey de Iberia tuvo solo un poder formal, mientras que el país fue administrado por los persas. En 580 Hormizd IV (578-590) abolió la monarquía después de la muerte del rey Bakur III, e Iberia se convirtió en una provincia persa, administrada por un marzpan (gobernador). Los nobles georgianos solicitaron ayuda al emperador Mauricio de Constantinopla para hacer resurgir el reino de Iberia en 582; pero en 591 Bizancio y Persia acordaron entre sí la división de Iberia: Tiflis cayó en manos persas y Mtsjeta bajo control de Bizancio.
Al inicio del siglo VII, la tregua entre Bizancio y Persia llegó a su fin. El príncipe de Iberia Stephanoz I (hacia 590-627) decidió en 607 aunar sus fuerzas con Persia para reunir todos los territorios de Iberia, una meta que pareció llevar a cabo. No obstante, la ofensiva del emperador Heraclio en 627-628 llevó a la derrota de los georgianos y persas, y aseguró el predominio bizantino en el este y oeste de Georgia hasta la invasión del Cáucaso por los árabes.

### El período árabe
Los árabes llegaron a Iberia en torno al 645 y forzaron a su eristavi (príncipe) Stephanoz II (637-ca. 650) a cesar su lealtad hacia Bizancio y reconocer al Califato como su protector. Iberia se convirtió así en un Estado tributario, y el emir árabe fue instalado en Tiflis hacia el año 653. A principios del siglo IX, el príncipe Ashot I (813-830), de la nueva dinastía de los Bagrationi, se aprovechó del debilitamiento del dominio árabe para erigirse, desde su base en el sudoeste de Georgia, como príncipe heredero (kouropalates) de Iberia. Un sucesor, Adarnase II de Tao, vasallo formal de Bizancio, fue coronado «rey de los georgianos» en 888. Su descendiente Bagrat III (975-1014) reunió los diversos principados y creó un reino georgiano unido.

## Reyes de Iberia
| Dinastía                                | Rey                                             | Período          | Notas                                |
| --------------------------------------- | ----------------------------------------------- | ---------------- | ------------------------------------ |
|                                         | Samara de Mtsjeta                               | 355-322 a. C.    |                                      |
|                                         | Azon de Mtsjeta                                 | 322-302 a. C.    |                                      |
| parnavaziana                            | Parnavaz I                                      | 302-237 a. C.    |                                      |
| parnavaziana                            | Saurmag I                                       | 237-162 a. C.    |                                      |
| parnavaziana                            | Mirian I                                        | 162-112 a. C.    |                                      |
| parnavaziana                            | Parnadjom                                       | 112-93 a. C.     |                                      |
| arsháquida                              | Arshak I o Arsaces I                            | 93-81 a. C.      |                                      |
| arsháquida                              | Artag                                           | 81-63 a. C.      |                                      |
| nimródida o parnavaziana (restauración) | Parnavaz II                                     | 63-32 a. C.      |                                      |
| nimródida o parnavaziana (restauración) | Mirian II                                       | 32-23 a. C.      |                                      |
| nimródida o parnavaziana (restauración) | Arshak II o Arsaces II                          | 23 a. C.-2 d. C. |                                      |
| parnavaziana (restauración)             | Parsman I o Farasmanes I                        | 2-58 d. C.       |                                      |
| parnavaziana (restauración)             | Mitrídates I                                    | 58-106           |                                      |
| parnavaziana (restauración)             | Amazaspo I                                      | 106-116          |                                      |
| parnavaziana (restauración)             | Parsman II o Farasmanes II Kvéli, el Bueno      | 116-132          |                                      |
| parnavaziana (restauración)             | Radamisto I                                     | 132-135          |                                      |
| parnavaziana (restauración)             | Parsman III o Farasmanes III                    | 135-185          |                                      |
| parnavaziana (restauración)             | Amazaspo II                                     | 185-189          |                                      |
| arsácida                                | Rev I el Justo                                  | 189-216          |                                      |
| arsácida                                | Vache I                                         | 216-234          |                                      |
| arsácida                                | Bakur I                                         | 234-249          |                                      |
| arsácida                                | Mitrídates II                                   | 249-265          |                                      |
| arsácida                                | Amazaspo III, antirrey                          | 260-265          |                                      |
| arsácida                                | Aspacures I de Iberia                           | 265-284          |                                      |
| Dinastía cosroida                       | Mirian III                                      | 284-361          | introdujo el cristianismo en Georgia |
| Dinastía cosroida                       | Rev II, correy                                  | 345-361          |                                      |
| Dinastía cosroida                       | Sauromaces II                                   | 361-363          |                                      |
| Dinastía cosroida                       | Varaz-Bakur I (Asphagur II)                     | 363-365          |                                      |
| Dinastía cosroida                       | Mitrídates III                                  | 365-380          |                                      |
| Dinastía cosroida                       | Varaz-Bakur II (Asphagur III)                   | 380-394          |                                      |
| Dinastía cosroida                       | Tiridates                                       | 394-406          |                                      |
| Dinastía cosroida                       | Parsman IV o Farasmanes IV                      | 406-409          |                                      |
| Dinastía cosroida                       | Mitrídates IV                                   | 409-411          |                                      |
| Dinastía cosroida                       | Archil                                          | 411-435          |                                      |
| Dinastía cosroida                       | Mitridates V                                    | 435-447          |                                      |
| Dinastía cosroida                       | Vakhtang I                                      | 447-502          |                                      |
| Dinastía cosroida                       | Vache II, o Dachi II, o Darchi II, o Darchil II | 502-514          |                                      |
| Dinastía cosroida                       | Bakur II o Bacurio II                           | 514-528          |                                      |
| Dinastía cosroida                       | Parsman V o Farasmanes V                        | 528-542          |                                      |
| Dinastía cosroida                       | Parsman VI o Farasmanes VI                      | 542-547          |                                      |
| Dinastía cosroida                       | Bakur III o Bacurio III                         | 547-580          |                                      |

## Íberos del este y del oeste
La similitud del término Iberia con los antiguos habitantes de Iberia, los íberos 'del oeste', ha arrojado la idea de un parentesco étnico y genético entre ellos y las poblaciones de la Iberia caucásica, los íberos del 'este'.
Varios autores de la Antigüedad y la Edad Media sostuvieron esta idea, con base en falsas etimologías, aunque difirieron en relación con el problema del lugar de su origen. La teoría parece que se hizo popular en la Georgia medieval. El prominente escritor religioso georgiano Jorge el Hagiorita (1009-1065) escribió sobre el deseo de algunos nobles georgianos de viajar a la península ibérica y visitar a los «georgianos del oeste», como así los citaba.[cita requerida]